# Conte di Rosslyn
Conte di Rosslyn è un titolo nobiliare inglese nella Parìa del Regno Unito.

## Storia

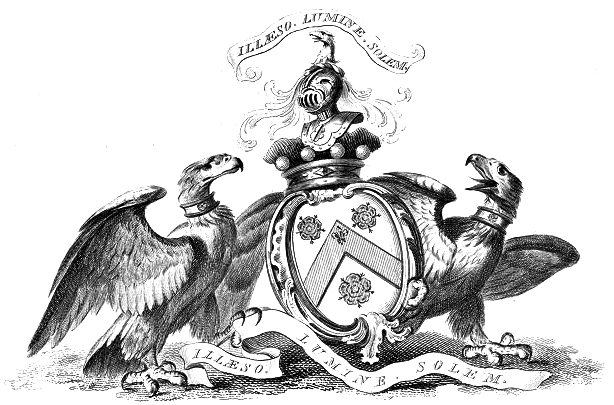
Stemma di Alexander Wedderburn,
come I barone Loughborough

Il titolo venne creato nel 1801 per Alexander Wedderburn, I barone Loughborough, Lord Cancelliere dal 1793 al 1801, con possibilità di trasmissione a suo nipote Sir James St Clair-Erskine, dal momento che Wedderburn non aveva avuto figli sopravvissutigli. Wedderburn era già stato creato Barone Loughborough, di Loughborough nella Contea di Leicester, nella Parìa di Gran Bretagna nel 1780, con concessione ordinaria agli eredi maschi, e Barone Loughborough, di Loughborough nella contea del Surrey, nella Parìa di Gran Bretagna nel 1795, con le medesime modalità di concessione della contea. La baronia creata nel 1780 si estinse alla sua morte, ma la baronia del 1795 e la contea passarono, per decreto speciale, a suo nipote, che pertanto divenne II conte di Rosslyn. Questi fu Tenente Generale d'esercito ed ebbe anche l'incarico politico di Lord Privy Seal e Lord President of the Council.
Suo figlio, il III conte, fu generale d'esercito e Master of the Buckhounds nonché Sottosegretario di Stato per la Guerra. Venne succeduto da suo figlio, il IV conte, il quale fu Captain of the Honourable Corps of Gentlemen-at-Arms nel secondo governo di Lord Salisbury.
Attualmente i titoli sono passati ad un suo discendente, il VII conte, che è succeduto a suo padre nel 1977.
La Baronettia Erskine, di Alva nella Contea di Clackmannan, venne creata nel 1666 per Charles Erskine nel Baronettaggio di Nova Scotia. Questi fu rappresentante delle costituenti di Clackmannan e Stirling nel Parlamento di Scozia. Suo figlio primogenito, il II baronetto, venne ucciso nella Battaglia di Landen del 1693 e venne pertanto succeduto dal fratello minore, il III baronetto. Questi fu uno dei rappresentanti scozzesi al primo parlamento di Gran Bretagna e fu poi rappresentante del Clackmannanshire. Suo figlio primogenito, il IV baronetto, venne ucciso nella battaglia di Lauffeld nel 1747. Il fratello minore, suo successore come V baronetto, fu Tenente Generale nell'esercito e membro del parlamento per Ayr Burghs e Anstruther Burghs. Erskine sposò Janet Wedderburn, figlia di Peter Wedderburn e sorella di Alexander Wedderburn, I conte di Rosslyn. Venne succeduto da suo figlio, il già menzionato VI baronetto, che nel 1805 succedette a suo zio come lord Rosslyn nella baronia di Loughborough e nella contea di Rosslyn (vedi sopra).
La sede di famiglia è il Castello di Rosslyn nel Midlothian, in Scozia. I conti sono inoltre proprietari della Cappella di Rosslyn.

## Baronetti Erskine, di Alva (1666)
- Sir Charles Erskine, I baronetto (1643–1690)
- Sir James Erskine, II baronetto (c. 1670–1693)
- Sir John Erskine, III baronetto (1672–1739)
- Sir Charles Erskine, IV baronetto (m. 1747)
- Sir Henry Erskine, V baronetto (c. 1710–1765)
- Sir James St Clair-Erskine, VI baronetto (1762–1837) (succeduto come Conte di Rosslyn nel 1805)

## Conti di Rosslyn (1801)
- Alexander Wedderburn, I conte di Rosslyn (1733–1805)
- James St Clair-Erskine, II conte di Rosslyn (1762–1837)
- James St Clair-Erskine, III conte di Rosslyn (1802–1866)
- Robert St Clair-Erskine, IV conte di Rosslyn (1833–1890)
- James St Clair-Erskine, V conte di Rosslyn (1869–1939)
- Anthony St Clair-Erskine, VI conte di Rosslyn (1917–1977)
- Peter St Clair-Erskine, VII conte di Rosslyn (n. 1958)

L'erede apparente è il figlio dell'attuale detentore del titolo, Jamie William St. Clair-Erskine, lord Loughborough (n. 1986).